# Arrondissement de Dar Salam
L'arrondissement de Dar Salam est l'un des arrondissements du Sénégal. Il est situé dans le département de Salemata et la région de Kédougou, dans le sud-est du pays, à proximité du Parc national du Niokolo-Koba.
Il a été créé par un décret du 10 juillet 2008.
Il compte trois communautés rurales :
- Communauté rurale de Ethiolo
- Communauté rurale de Oubadji
- Communauté rurale de Dar Salam

Son chef-lieu est Dar Salam.